# Naruto Shippūden: Nhiệm vụ bí mật
Naruto Shippuden: Nhiệm vụ bí mật (劇場版 NARUTO−ナルト− 疾風伝 絆 Gekijōban Naruto Shippūden: Kizuna) là bộ phim Naruto thứ 5 và phim thứ hai trong Naruto: Shippūden. Bộ phim được công chiếu vào ngày 2 tháng 8 năm 2008. Bộ phim được thông báo trên Weekly Shōnen Jump cùng với ngày phát hành DVD Shippūden movie đầu tiên. Bài hát chủ đề chính thức cho bộ phim này là "No Rain No Rainbow" của nhóm hiphop Nhật Bản Home Made Kazoku.

## Phân vai lồng tiếng
| Nhân vật       | Diễn viên lồng tiếng Nhật | Diễn viên lồng tiếng Anh | Diễn viên lồng tiếng Việt |
| -------------- | ------------------------- | ------------------------ | ------------------------- |
| Uzumaki Naruto | Takeuchi Junko            | Maile Flanagan           | Kim Anh                   |
| Uchiha Sasuke  | Sugiyama Noriaki          | Yuri Lowenthal           | Tuấn Anh                  |
| Haruno Sakura  | Nakamura Chie             | Kate Higgins             | Kim Ngọc                  |
| Hatake Kakashi | Inoue Kazuhiko            | Dave Wittenberg          | Chánh Tín                 |
| Sai            | Hino Satoshi              | Ben Diskin               | Hoàng Khuyết              |
| Hyuga Neji     | Toochika Kouichi          | Steve Staley             | Tuấn Anh                  |
| Aburame Shino  | Kawada Shinji             | Derek Stephen Prince     | Minh Vũ                   |
| Hyuga Hinata   | Mizuki Nana               | Stephanie Sheh           | Linh Phương               |
| Nara Shikamaru | Morikubo Showtaro         | Tom Gibis                | Quang Tuyên               |
| Akimichi Choji | Itou Kentarou             | Robbie Rist              | Tấn Phong                 |
| Tsunade        | Katsuki Masako            | Debi Mae West            | Hoài Thương               |
| Shizune        | Nemoto Keiko              | Megan Hollingshead       | Kim Phước                 |
| Jiraiya        | Ohtsuka Houchu            | David Lodge              | Bá Nghị                   |
| Orochimaru     | Kujira                    | Steve Blum               | Tất My Ly                 |
| Yakushi Kabuto | Canna Nobutoshi           | Henry Dittman            | Chánh Tín                 |
| Yamato         | Koyama Rikiya             | Troy Baker               | Thiện Trung               |
| Amaru          | Kumai Motoko              | Michelle Ruff            | Thùy Tiên                 |
| Shinnou        | Ishizuka Unshō            | Jamieson Price           | Trần Vũ                   |

## Chú thícch
1. ↑  Weekly Shonen Jump announces official title
2. ↑  http://www.animenewsnetwork.com/convention/2011/anime-expo/8